# Sensenschmiede am oberen Absang
Die Sensenschmiede am oberen Absang, auch Saganger, Unterhaindl, Junghaindl oder Edelhof ist ein denkmalgeschütztes Ensemble der Industriekultur in Micheldorf in Oberösterreich im Bezirk Kirchdorf. Das Sichel- und Sensenwerk wurde vor 1595 errichtet und 1869 stillgelegt.

## Lage
Das Unterhaindl liegt nördlich der Ortschaft Kremsdorf in der Katastralgemeinde Mittermicheldorf in Nachbarschaft der ehemaligen Sensenschmiede am unteren Absang (Pogner). Die Krems verläuft heute in einiger Entfernung, die beiden Sensenschmieden am Absang wurden von einem künstlich angelegten Fluder angetrieben.

## Geschichte
Am Unterhaindl wurden die längste Zeit Sicheln erzeugt, bevor 1863 auf Sensenproduktion umgestellt wurde.

## Bauwerke
Das Ensemble bestand einst aus zahlreichen Bauwerken, von denen heute noch das Herrenhaus erhalten ist.